# Allgemeine Erklärung der Menschenpflichten
Der Begriff Menschenpflicht ist vor allem durch die Allgemeine Erklärung der Menschenpflichten (Universal Declaration of Human Responsibilities) geprägt. Diese Erklärung wurde 1997 durch eine Initiative des InterAction Council im Zusammenhang mit dem 50. Jahrestag der Allgemeinen Erklärung der Menschenrechte der Vereinten Nationen veröffentlicht. Die Erklärung der Menschenpflichten besteht aus einer Präambel und insgesamt 19 Artikeln, welche Pflichten beschreiben, die allen Menschen auferlegt sein sollen. Der Versuch, diese Erklärung durchzusetzen, scheiterte.

## Inhalt
In neunzehn Artikeln wird menschenfreundliches Handeln genauer behandelt. So gehört es zu den grundlegenden Richtlinien, sich friedlich zu verhalten, andere Menschen freundlich und verständnisvoll zu behandeln und hilfsbereit zu sein (siehe auch die Goldene Regel). Kein Mensch, kein Staat, keine Organisation, keine soziale Gruppe und kein staatlicher Apparat steht über den Dingen oder jenseits von Gut und Böse. Jeder Einzelne ist seinem Gewissen unterworfen, trägt die Folgen seines Handelns und soll sich im Geist der Brüderlichkeit verhalten. Dies verbietet das Kriegführen, die Gewalt und den Terrorismus, schließt allerdings die Selbstverteidigung im Falle eines Angriffs nicht aus.
In einem anderen Artikel wird ein Leben in Wahrhaftigkeit und Toleranz gefordert. Dies bedeutet zum Beispiel, dass niemand (auch kein Politiker, Unternehmer, Journalist oder Wissenschaftler) seinen Mitmenschen belügen, betrügen oder manipulieren soll. Hass, Gewalt und Krieg im Namen einer Religion, einer Weltanschauung oder einer politischen Meinung widersprechen dieser Erklärung. Religionsgemeinschaften und Autoritäten, die Feindschaft, Gewalt, Intoleranz oder gar Krieg predigen, verdienen den Verlust ihrer Gefolgschaft und ihres Ansehens.
Einen hohen Stellenwert hat die Gleichwertigkeit von Mann und Frau und die Partnerschaftlichkeit in der Ehe. Das Zusammenleben von Mann und Frau soll von Liebe, Treue, Dauerhaftigkeit und Respekt geprägt sein. Die Ehe soll den Ehepartnern und den Kindern Geborgenheit und Schutz geben. Es darf niemand gegen seinen Willen gezwungen werden, zu heiraten. Sexuelle Ausbeutung und Gewalt werden als verwerflich abgelehnt.
Ein weiterer Artikel fordert ein gerechtes und faires Verhalten und einen angemessenen Umgang mit Eigentum. Jede Form des Diebstahls, der Ausbeutung, des Betrugs, der Benachteiligung sowie eine ungerechte Wirtschaftsordnung werden als ungerecht und unmenschlich betrachtet. Jeder Mensch soll sein Eigentum so gebrauchen, dass es zugleich der Allgemeinheit dient.
Die Ehrfurcht vor dem Leben beschränkt sich in dieser Erklärung nicht auf das menschliche Leben, sondern schließt Tiere, Pflanzen, den Erdboden, das Wasser und die Luft mit ein. Die Menschen sollen Sorge dafür tragen, dass die Natur und die Mitgeschöpfe geschützt und erhalten werden.
Der letzte Artikel legt fest, dass keine Bestimmung dieser Erklärung so ausgelegt werden darf, dass ein Staat, eine Organisation, ein Staatsapparat, eine Religionsgemeinschaft, eine soziale Gruppe oder ein einzelner Mensch die Menschenrechte von 1948 verletzt.

## Unterzeichner
Die Erstunterzeichner der Erklärung waren: Helmut Schmidt, Malcolm Fraser, Andries A.M van Agt, Anand Panyarachun, Óscar Arias Sánchez, Lord Callaghan of Cardiff, Jimmy Carter, Miguel de la Madrid Hurtado, Kurt Furgler, Valéry Giscard d’Estaing, Felipe González, Selim al-Hoss, Kenneth Kaunda, Lee Kuan Yew, Kiichi Miyazawa, Misael Pastrana Borrero, Schimon Peres, Maria de Lourdes Pintasilgo, José Sarney, Shin Hyeon-hwak, Kalevi Sorsa, Pierre Elliott Trudeau, Ola Ullsten, Georgios Vassiliou und Franz Vranitzky.

## Rezeption
Menschenpflichten finden sich auch in der Afrikanischen Charta der Menschenrechte und der Rechte der Völker (Artikel 27–29), der Amerikanischen Erklärung der Rechte und Pflichten der Menschen (Artikel 29–37) und der Amerikanischen Menschenrechtskonvention (Artikel 32).